# Idaho
Idaho (có thể phát âm như "Ai-đa-hồ") là một tiểu bang thuộc miền Tây Bắc Hoa Kỳ.

## Địa lý

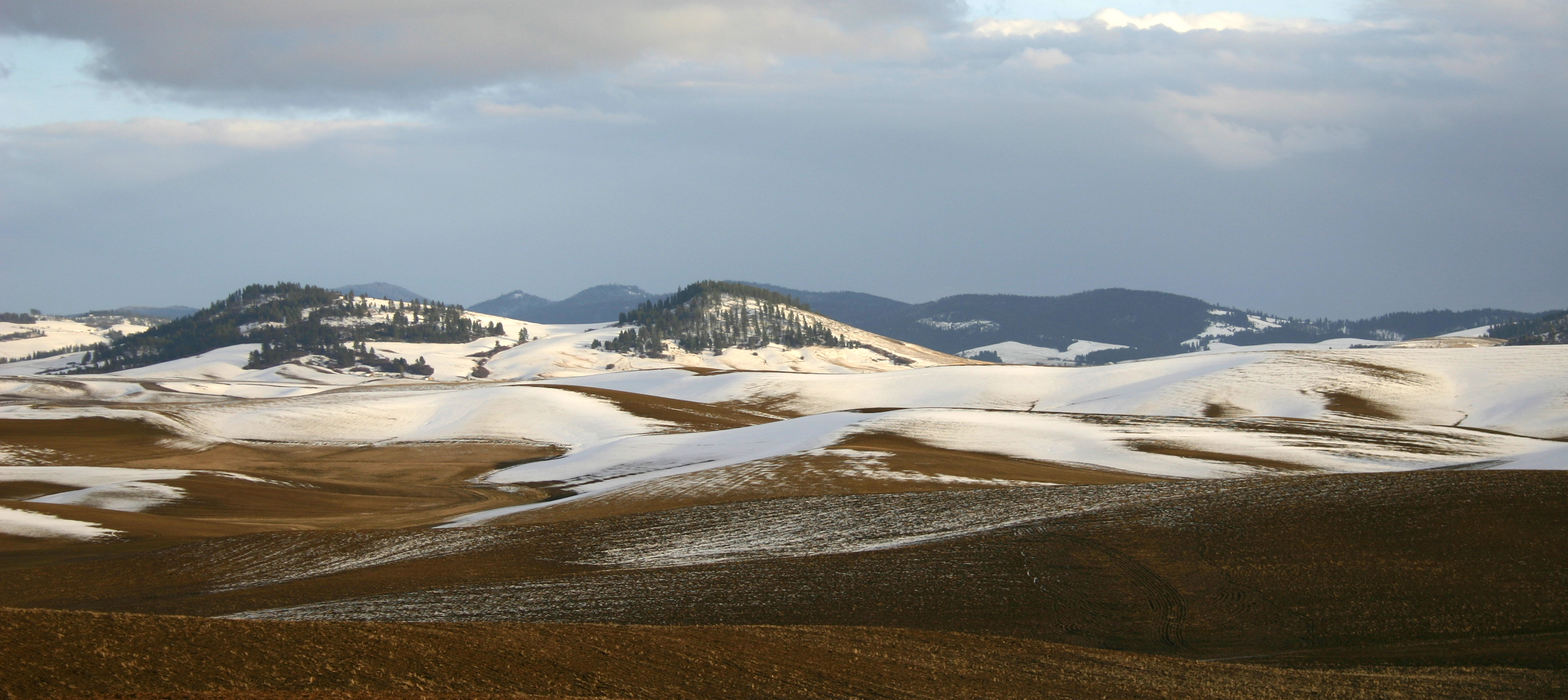
Phong cảnh Idaho

Idaho giáp với Washington, Oregon, Nevada, Utah, Montana, Wyoming, và tỉnh British Columbia của Canada, biên giới Idaho–BC kéo dài 77 kilômét (48 dặm). Phong cảnh có đất gồ ghề và vài trong những vùng lớn nhất được để yên trong nước Mỹ. Tiểu bang này thuộc về dãy núi Rocky và có cảnh hay và rất nhiều tài nguyên. Nó có những dãy núi cao ngất có phủ tuyết, thác ghềnh, hồ yên ổn, và hẻm núi sâu. Nước của sông Snake chảy qua hẻm Hells, nó sâu hơn Grand Canyon. Thác Shoshone xuống những vách đá gồ ghề từ cao hơn thác Niagara.

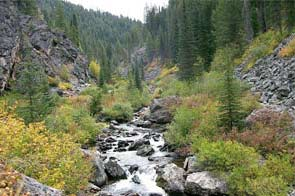
Nhánh sông Cong (Crooked Creek) ở vùng hoang vu Gospel Hump

Các sông lớn nhất của Idaho là sông Rắn (Snake River), sông Clearwater, và sông Cá hồi (Salmon River). Các sông quan trọng kia có sông Boise và sông Payette.
Nơi cao nhất ở Idaho (3,9 km hay 12.662 foot) là đỉnh Borah ở dãy núi Sông Mất (Lost River Mountains) về phía bắc của Mackay. Nơi thấp nhất của Idaho nằm trong Lewiston, ở đấy sông Clearwater nối với sông Rắn và chảy tiếp tới Washington.
Phần nhiều của những thành phố lớn ở Idaho, kể thủ phủ Boise, Idaho Falls, Pocatello, và Twin Falls, thuộc về Múi giờ dãy Rocky. Các vùng về phía bắc của sông Cá hồi, kể Coeur d'Alene và Lewiston, thuộc về Múi giờ Thái Bình Dương.

### Các thành phố quan trọng

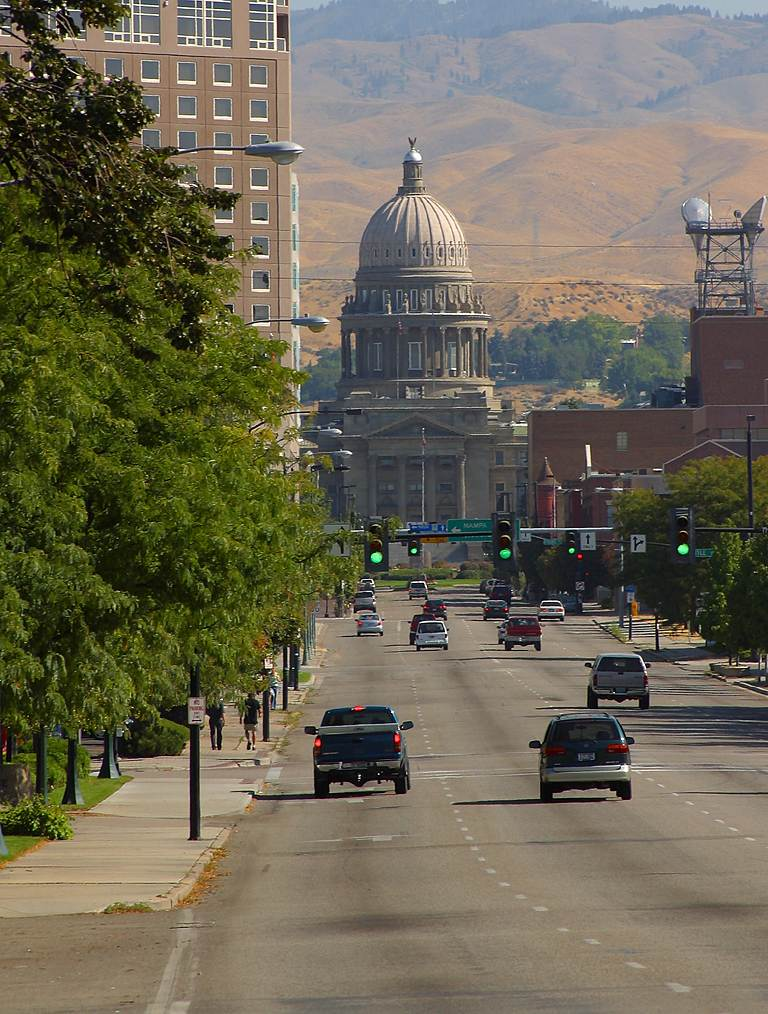
Trụ sở cơ quan lập pháp tiểu bang tại Boise

Các khu vực thành thị hơn 100.000 dân:
- Boise (thủ phủ)

Các khu vực thành thị hơn 10.000 dân:
- Blackfoot
- Burley
- Caldwell
- Coeur d'Alene, thành phố của trường Đại học Bắc Idaho và vùng du lịch quan trọng
- Idaho Falls
- Lewiston
- Meridian
- Moscow, thành phố của trường Đại học Idaho
- Mountain Home
- Nampa
- Pocatello
- Post Falls
- Rexburg
- Twin Falls

Các thành phố và thị trấn nhỏ hơn:
- Sun Valley
- Island Park
- Driggs
- St. Anthony
- Kuna
- McCall
- Rathdrum
- Hayden
- Kellogg
- Wallace
- Plummer
- Worley
- Mullan
- St. Maries
- Sandpoint
- Thành phố Malad

### Các hồ lớn

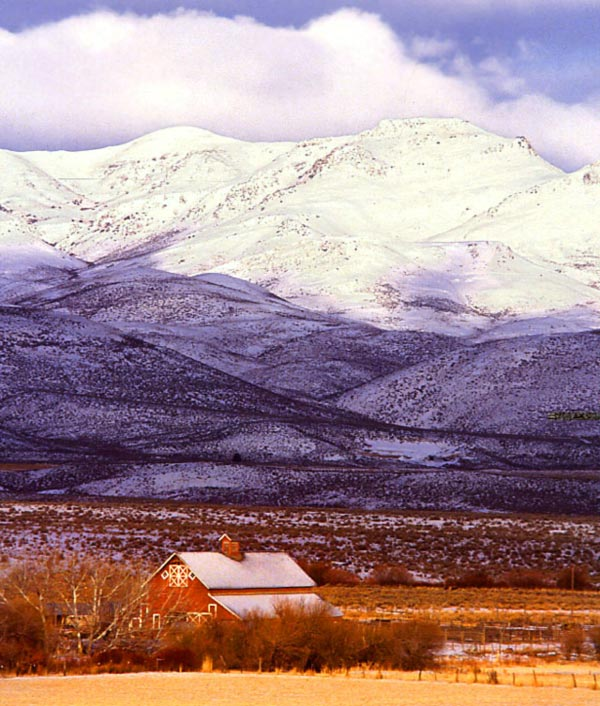
Lưu vực Thí nghiệm Nhánh sông Reynolds ở dãy núi Owyhee cách Boise khoảng 80 km (50 dặm) về hướng tây nam

| - Coeur d'Alene - Hồ Thầy tu (Priest Lake) - Hồ Payette, tại McCall - Pend Oreille - Hồ Lowell - Hồ Henery | - Khu giải trí Quốc gia Sawtooth - Hồ Redfish - Hồ Alturas - Hồ Petit - Hồ Sawtooth |

### Các công viên quốc gia
Các công viên này trực thuộc Dịch vụ Vườn Quốc gia (NPS) của chính phủ liên bang:
- Đường mòn California
- Khu dự trữ Quốc gia Thành phố Đá (hoặc Thành phố Đá) (City of Rocks National Reserve)
- Khu kỷ niệm và bảo tồn Quốc gia Craters of the Moon
- Khu kỷ niệm Quốc gia Lớp hóa thạch Hagerman (Hagerman Fossil Beds National Monument)
- Đường mòn Quốc gia Lewis và Clark
- Trại giam Quốc gia Minidoka (Minidoka Internment National Monument)
- Công viên lịch sử Quốc gia Nez Perce
- Đường mòn Oregon
- Công viên Quốc gia Yellowstone

## Lịch sử

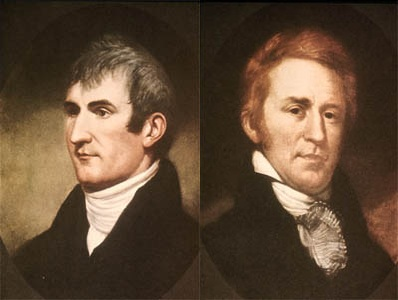
Đại úy Meriwether Lewis (trái) và Thiếu úy William Clark (phải)

Miền Idaho có thể có người ở từ 14.500 năm trước đây. Khi các nhà khao cổ học đào tại hang Ụ Wilson (Wilson Butte Cave) gần Twin Falls vào năm 1959, họ tìm ra những đồ của con người, bao gồm những đầu mũi tên, những trong đồ tạo tác cũ nhất tại Bắc Mỹ. Các thổ dân Mỹ đông nhất ở vùng đó có người Nez Perce về miền bắc và nhánh bắc và tây của dân Shoshone về miền nam.
Tuy nhiên, Idaho là tiểu bang ngày nay cuối cùng được thám hiểm bởi người Âu Châu. Cuộc thám hiểm của Lewis và Clark bước chân vào miền Idaho ngày nay vào ngày 12 tháng 8 năm 1805 tại đèo Lemhi. Cuộc thám hiểm đầu tiên vào miền nam Idaho được tin là một nhóm đứng đầu là Wilson Price Hunt, họ đi sông Rắn River để cố gắng đặt con đường sông về hướng tây từ St. Louis, Missouri đến Astoria, Oregon vào năm 1811 và 1812. Trong lúc đó, vào khoảng 8.000 thổ dân ở miền này.
Ngành buôn bán lông thú và công việc truyền giáo mang những thực dân đầu tiên vào miền này. Năm 1809, Nhà Kullyspell, nhà đầu tiên có người Mỹ trắng làm chủ và trạm buôn bán đầu tiên ở Idaho, được xây dựng. Năm 1836, Henry H. Spalding xây một hội truyền giáo gần Lapwai, ở đấy ông in ra cuốn sách đầu tiên của miền Tây Bắc, thành lập nhà trường đầu tiên của Idaho, xây dựng hệ thống tưới đầu tiên, và trồng khoai tây đầu tiên của tiểu bang. Narcissa Whitman và Eliza Hart Spalding là những phụ nữ da trắng đầu tiên vào miền Idaho ngày nay. Hội truyền giáo Cataldo, kiến trúc cũ nhất vẫn đứng ở Idaho, được xây dựng tại Cataldo bởi dân Coeur d'Alene và các nhà truyền giáo Công giáo từ năm 1848 đến 1853.
Trong thời kỳ này, miền Idaho thuộc về lãnh thổ vô tổ chức được gọi Miền Oregon và bị Hoa Kỳ và Vương quốc Anh tuyên bố quyền đất này. Hoa Kỳ giành được quyền đất này do Hiệp ước Oregon năm 1846. Biên giới đầu tiên của Lãnh thổ Oregon vào năm 1848 bao gồm cả ba tiểu bang ven biển thuộc miền Tây Bắc ngày nay và kéo dài về hướng đông tới đường chia lục địa. Năm 1853, các vùng ở bên bắc của vĩ tuyến 46° bắc được trở thành Lãnh thổ Washington, chia đôi miền Idaho ngày nay. Miền này được hợp nhất lại vào năm 1859, sau khi Oregon được phong cấp tiểu bang và các biên giới Lãnh thổ Washington bị vẽ lại.

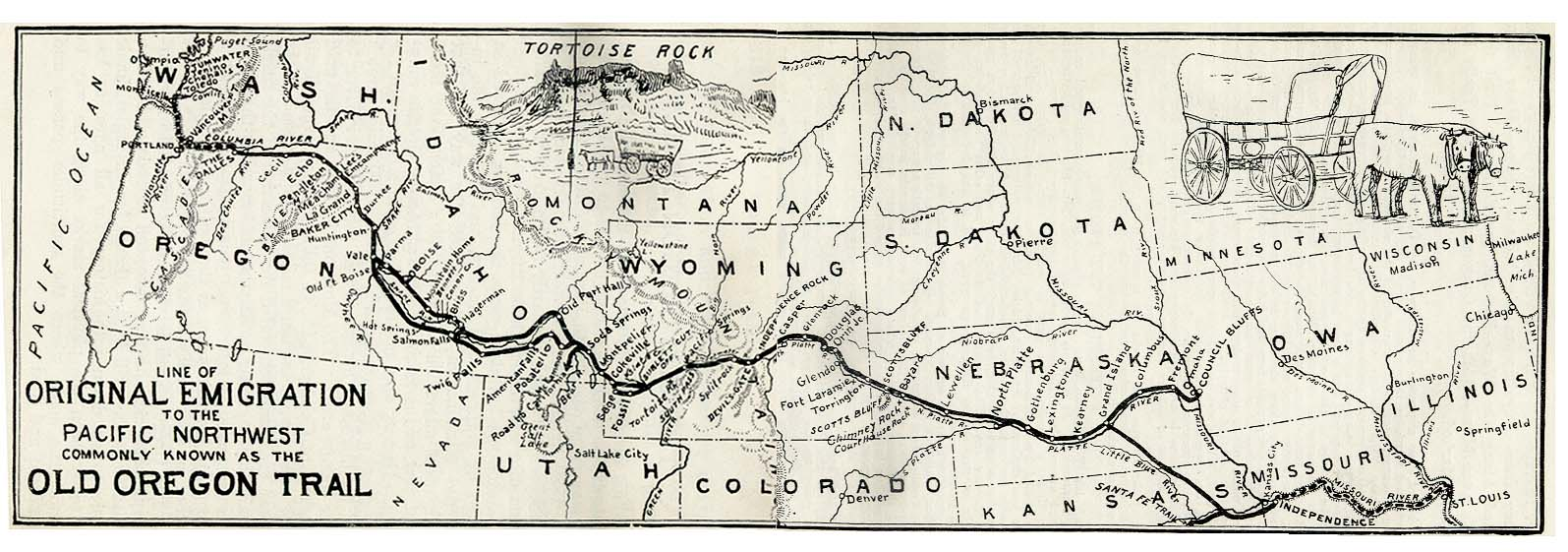
Bản đồ Đường Oregon cũ (1852–1906) do Ezra Meeker vẽ

Tuy hàng ngàn người đi qua Idaho trên Đường Oregon và qua miền này do cuộc đổ xô tìm vàng ở California năm 1849, nhưng chỉ có ít người ở lâu. Thị trấn đầu tiên ở Idaho là Franklin, được thành lập vào tháng 4 năm 1860 bởi các người Mormon tin rằng họ vẫn còn ở Lãnh thổ Utah (cuộc đo đạc sau đó cho rằng họ thực sự đã qua biên giới). Sau đó cùng năm, cuộc đổ xô tìm vàng đầu tiên trong một loạt đổ xô ở Idaho bắt đầu tại Pierce ở Quận Clearwater ngày nay. Tới năm 1862, các thị trấn đã được xây dựng ở miền bắc và miền nam do công nghiệp mỏ mở mang.
Ngày 4 tháng 3 năm 1863, Tổng thống Abraham Lincoln ký đạo luật thành lập Lãnh thổ Idaho từ những phần của Lãnh thổ Washington và Lãnh thổ Dakota với thủ phủ tại Lewiston. Lãnh thổ Idaho đầu tiên bao gồm phần lớn của những vùng mà tương lai được trở thành các tiểu bang Idaho, Montana, và Wyoming, và có dân số ít hơn 17.000 người. Lãnh thổ Idaho được cùng biên giới với tiểu bang ngày nay vào năm 1868.
Khi Tổng thống Benjamin Harrison ký đạo luật nhận Idaho là tiểu bang Hoa Kỳ ngày 3 tháng 7 năm 1890, dân số của tiểu bang là 88.548 người. George L. Shoup được trở thành thống đốc đầu tiên của tiểu bang này.

### Tên gọi
Idaho có tên rất bất thường. Có lẽ là đây là tiểu bang duy nhất được đặt tên do một trò đánh lừa. Khi người ta đang chọn tên cho lãnh thổ mới, người vận động hành lang George M. Willing đề nghị "Idaho" vì cho rằng đây là một từ trong tiếng thổ dân có nghĩa "cái quý nhất của dãy núi". Sau đó, ông Willing bị phát hiện là đã tự đặt ra cái tên này, và vì thế lãnh thổ Idaho này được đổi tên thành Colorado. Cuối cùng, chuyện này bị quên lãng, và Idaho ngày nay được đặt tên này khi Lãnh thổ Idaho được thành lập chính thức năm 1863.